# Axel Eriksson (fotbollsspelare)
Axel Erik Ivar "Acke" Eriksson, född 27 mars 1931 i Katrineholm, död 3 mars 2019 i Skövde, var en svensk fotbollsspelare (vänsterytter). Han spelade även bandy, ishockey och handboll på elitnivå.
Eriksson representerade på 1950-talet AIK och Hammarby IF i både fotboll och bandy. Han spelade två ungdomslandskamper och en B-landskamp i fotboll för Sverige, men fick aldrig chansen i A-landslaget. Efter den aktiva karriären var han fotbollstränare, bland annat för Skövde AIK, som han var nära att ta upp i Allsvenskan 1970.

## Biografi
Eriksson föddes i Katrineholm i Södermanland, men flyttade med föräldrarna till Örebro vid tre års ålder. Han började spela fotboll och handboll i Rynninge IK och gick därefter vidare till Örebro SK. 1946 flyttade han till Stockholm, där han började arbeta på Rydholms herrekipering och spelade fotboll och handboll med IFK Lidingö. Redan som 18-åring tog han 1949 SM-guld i handboll med IFK Lidingö, efter att ha besegrat SoIK Hellas med 7–4 i finalen.

### Fotbollskarriär
Året dessförinnan, 1948, hade han dock lämnat Lidingös fotbollslag och börjat spela fotboll för Hammarby IF, som kom att bli klubben i hans hjärta. I Hammarby spelade han vänsterytter, och imponerade med sin snabbhet och fina teknik. Arbetskamraterna på Rydholms tyckte att Eriksson var för bra för division 2 och såg till AIK:s lagledare Axel "Massa" Alfredsson fick upp ögonen för Eriksson. Hammarby lyckades säsongen 1953/1954, med Eriksson i laget, vinna sin division 2-serie och gå upp i Allsvenskan, men sommaren 1954 bytte han ändå klubb till rivalen AIK, något som orsakade viss uppståndelse bland Hammarbys fans.
I AIK var vänsterytterplatsen upptagen, och Eriksson fick i stället spela vänsterinner i laget. I sin debut för AIK, hemma mot Malmö FF den 26 september 1954, gjorde han AIK:s enda mål i en 1–4-förlust. En annan minnesvärd match är ett derby mot Erikssons gamla klubb Hammarby 1956, där han gjorde AIK:s båda mål när AIK vann med 2–0 inför 24 000 åskådare. Eriksson stannade i AIK i tre år och spelade sammanlagt 28 allsvenska matcher (9 mål) innan han 1957 återvände till Hammarby.
Hammarby spelade säsongen 1957/1958 åter i division 2, men 1959 var man tillbaka i Allsvenskan och Eriksson spelade allsvenskt för klubben till och med 1962. Han gjorde därefter en kort sejour som spelande tränare i Växjö BK 1962–1963, innan han återvände till Hammarby, där han 1963 avslutade sin aktiva karriär. Sammanlagt under karriären spelade han 66 allsvenska matcher för Hammarby och gjorde 16 mål.

### Bandy- och ishockeykarriär
Parallellt med fotbollskarriären spelade Eriksson även bandy för både AIK och Hammarby, och säsongen 1952/1953 spelade han även i Atlas Diesels IF:s allsvenska ishockeylag. Hans största framgång i bandy kom med Hammarby 1957, då klubben var i SM-final mot Örebro SK. Det var den första bandymatchen som direktsändes i svensk tv, men Hammarby förlorade matchen med 1–2. Efter finalförlusten slutade Eriksson med bandyn för att fokusera helt på fotbollen.

### Tränarkarriär
Efter den aktiva karriären var Eriksson verksam som fotbollstränare. Hans första tränaruppdrag var i Växjö BK, där han var spelande tränare 1962–1963. Han återvände sedan till Stockholm, där han tränade Hammarbys ungdomslag åren 1964–1967. Hans arbete på Electrolux krävde att han flyttade till Mariestad, där han tränade Mariestads BoIS 1968–1969, varpå han rekryterades till Skövde AIK, som han var nära att föra upp i Allsvenskan efter serieseger i division 2 1970. Skövde föll dock i kvalspel mot IFK Luleå, Landskrona BoIS och Sandvikens IF. Efter kvalmissen slutade Eriksson som tränare för att ägna sig mer åt familjen.

## Privatliv
Eriksson var gift med Birgitta från 1954 till hennes död 2015 och hade med henne fem barn. Familjen bodde efter sejouren i Växjö först i Bollmora utanför Stockholm, och från 1968 i Mariestad. 1980 flyttade paret till Skövde, där döttrarna redan bodde. Eriksson arbetade i Skövde som nattportier på Hotell Billingen till pensionen. Han är gravsatt i minneslunden på Sankta Birgittas kyrkogård i Skövde.